# Fortune de France
Fortune de France est un roman d'aventures familiales écrit par Robert Merle, sous la forme d'une fresque historique en treize volumes parus de 1977 à 2003, année précédant celle de la mort de l'auteur.
Le récit, écrit dans la langue de l'époque, « un savant mélange de français du XVIe siècle et d'occitan », aménagé pour faciliter la lecture, s'étend de 1547 jusqu’au début du règne personnel de Louis XIV.
La série fut vendue à six millions d'exemplaires, dont un million d'exemplaires pour le seul premier tome. Elle a donné lieu à une adaptation sous forme de série télévisée qui est diffusée à partir du 16 septembre 2024 sur France 2.

## Résumé
La première partie (six premiers tomes) est décrite à travers les yeux de Pierre de Siorac, jeune noble protestant de la région de Sarlat, dans le Périgord. Ses aventures le conduisent de Montpellier à Paris, avec son valet, Miroul, et son frère, Samson. Ils sont témoins de nombreux faits historiques marquants, tels que le massacre de la Saint-Barthélemy, une grande épidémie de peste, le règne d’Henri III et le couronnement d’Henri IV.
Son fils, Pierre-Emmanuel, devient le narrateur de la seconde partie (sept derniers tomes).

## Liste des treize volumes
1. Fortune de France [détail de l’édition]
2. En nos vertes années  (ISBN 2-259-00457-1)
3. Paris ma bonne ville  (ISBN 2-259-00687-6)
4. Le Prince que voilà  (ISBN 2-259-00929-8)
5. La Violente Amour  (ISBN 2-253-13612-3)
6. La Pique du jour  (ISBN 2-259-01290-6)
7. La Volte des vertugadins  (ISBN 2-87706-108-6)
8. L'Enfant-Roi  (ISBN 2-87706-175-2)
9. Les Roses de la vie  (ISBN 2-7242-9091-7)
10. Le Lys et la Pourpre  (ISBN 2-7441-1554-1)
11. La Gloire et les Périls  (ISBN 2-7441-3209-8)
12. Complots et Cabales  (ISBN 2-7441-5000-2)
13. Le Glaive et les Amours  (ISBN 2-7441-7107-7)

## Personnages
Dans cette section sont présentés tous les personnages mentionnés dans la saga et auquel un nom est attribué. Ils sont inscrits dans le seul paragraphe du tome de leur première apparition.

### Tome 1:Fortune de France
- Pierre de Siorac fictif - narrateur des sept premiers tomes
- Baron de Fontenac - propriétaire voisin souhaitant acquérir Mespech, détesté par le populaire comme par l'élite de Sarlat, surnommé le Baron-Brigand
- Monsieur de Sauve
- Catherine de Médicis historique - reine de 1547 à 1559 et régente de France de 1560 à 1563
- François de Siorac fictif - arrière-grand-père de Pierre de Siorac / prénom également donné au fils aîné de Jean de Siorac, héritier de Mespech
- Charles de Siorac fictif - fils cadet de François de Siorac et grand-père de Pierre de Siorac, apothicaire
- Samson de Siorac fictif - frère consanguin de Pierre de Siorac
- Jean de Siorac fictif - fils cadet de Charles de Siorac et père de Pierre de Siorac, chevalier puis baron de Mespech, Écuyer
- Henri de Siorac fictif - fils aîné de Charles de Siorac
- François Ier historique - roi de France de 1515 à 1547
- Jean de Sauveterre fictif - forme avec Jean de Siorac la frérèche de Mespech
- Duc d’Enghien historique - commande la bataille de Cérisoles en 1545.
- Cabusse, Marsal et Coulondre fictifs - soldats de Mespech
- Raymond Siorac fictif - frère aîné de Charles de Siorac
- François de Caumont - fictif seigneur de Castelnau et des Milandes
- Isabelle de Caumont - fictif nièce de François de Caumont, catholique
- Chevalier de Caumont - père d'Isabelle de Caumont et frère de François de Caumont
- Louis XI historique - roi de France de 1461 à 1483
- Le Maligou fictif - garde de Mespech avant son achat par la frérèche
- Antoine de La Boétie historique - lieutenant-criminel de la sénéchaussée de Sarlat et du bailliage de Domme
- Ambroise Paré historique - chirurgien royal, inventeur de méthodes chirurgicales
- Étienne de La Boétie historique - catholique modéré d'une grande éloquence réprouvant les « corruptions de l'église romaine » et s'élevant contre les tyrans et la servitude
- Baron d'Oppède historique - déclenche la persécution du massacre de Mérindol selon l'ordre de François Ier d'exécuter l'arrêt du Parlement d'Aix contre les Vaudois
- Nicolas de Gadis historique - évêque de Sarlat nommé par Catherine de Médicis, alors Dauphine, résidant à Rome
- Jean Fabri - coadjudeur de Nicolas de Gadis, résidant à Belvès
- Anthoine de Noailles - vicaire général de Sarlat
- Ricou - notaire
- M. et Mme Lagarrigue - bourgeois étoffés, torturés et tués par le baron de Fontenac
- Michel de Montaigne historique - enfant très instruit, élevé en latin
- Barberine fictif - nourrice des enfants de Siorac
- La petite Hélix fictif - fille de Barberine et sœur de lait des enfants des époux de Siorac
- Cathau fictif - femme de chambre d'Isabelle de Caumont, puis épouse de Cabusse
- Jonas fictif - carrier employé par la frérèche
- Mme d'Étampes historique - favorite de François Ier
- Le dauphin Henri historique - dauphin de France, époux de la dauphine de Catherine de Médicis, puis roi Henri II de 1547 à 1559
- François de Guise historique
- Diane de Poitiers historique - favorite du dauphin Henri puis du roi Henri II
- Pape

### Tome 2:En nos vertes années
- Anne de Joyeuse historique

### Tome 3:Paris ma bonne ville
- Henri IV historique - alors roi de Navarre et non de France

## Analyse et commentaires
Inspiré par William Thackeray, auteur anglais du XIXe siècle, racontant L'Histoire de Henry Esmond dans la langue du XVIIIe siècle, Robert Merle veut lui aussi pour son récit s'approcher au plus près de la langue utilisée à l'époque où évoluent ses personnages,. S'appuyant notamment sur le Journal de Pierre de L'Estoile et au prix d'un effort de recherche important, il parvient à recréer une langue mêlant style archaïque et occitan, qui séduit de nombreux lecteurs. Un glossaire, placé en fin de chaque volume, indique la traduction de certains termes.
Robert Merle attache une grande importance à la rigueur historique de ses récits. Il ne souhaite pas que ses romans soient associés à ceux d'Alexandre Dumas ou de Victor Hugo par exemple, dont les œuvres n'ont guère de valeur historique. Il se sent en revanche plus proche de Gustave Flaubert, auteur de Salammbô.
Les treize volumes de la série rencontrent un grand succès commercial puisqu'ils se vendent à plus de 5 millions d'exemplaires,.
Robert Merle n'aime pas Louis XIV et indique ne pas vouloir proposer de récits se déroulant sous le règne de celui-ci. Comme par un fait du hasard, dans le dernier volume, la saga de Pierre-Emmanuel cesse en 1661, année de la mort du cardinal Mazarin, alors que le roi, âgé de 23 ans, va commencer son règne effectif. Robert Merle meurt peu de temps après la parution de cet ultime ouvrage.
On peut noter une évolution sensible du point de vue du narrateur. Dans le premier tome, dont le personnage principal est le grand-père, Jean, la toile de fond est la vie rurale, les remarques sociologiques sont nombreuses, et le point de vue des humbles est parfois donné. Le protestantisme y est présenté sous un jour très favorable. Les deux tomes suivants ont pour cadre la vie urbaine (à Montpellier puis Paris). Le personnage principal est le père, Pierre, les descriptions de la vie quotidienne sont toujours nombreuses, mais le point de vue des humbles devient rare. Dans la suite, Pierre accède aux plus hauts cercles, et fréquente les grands. Le roman devient l'occasion de relater les hauts faits d'armes de l'histoire, de faire le portrait des personnages connus. La vie quotidienne des Français de la fin du XVIe siècle n'est plus évoquée. Le catholicisme est plus souvent évoqué que le protestantisme et sous un angle assez neutre. À partir du septième tome, le personnage principal devient le fils Pierre-Emmanuel, la vie de la cour la toile de fond. La question religieuse est petit à petit évacuée. Pour lui, qui est aussi le narrateur, il est naturel d'être catholique.

## L'histoire vue par Miroul, valet de Pierre de Siorac
Un des fils de l'auteur, Olivier Merle, publie en mars 2009 un roman historique, L'Avers et le Revers, qui appartient au cycle de Fortune de France et place le récit et la vision de l'histoire dans la bouche de Miroul, fidèle valet de Pierre de Siorac. Utilisant la même langue de l'époque, ce roman n'est « ni la suite, ni l'épilogue de la série [mais] un autre regard romanesque sur Fortune de France ».
Olivier Merle a servi de guide pour un reportage télévisé d'Arte sur les lieux d'inspiration de son père, passant par la maison de Marquay et le par le château de Commarque, tout proche, qui a servi de cadre au roman post-apocalyptique Malevil, également signé de Robert Merle et dont le décor « stimulant et apaisant imprègne l’univers littéraire de Robert Merle », selon la chaîne de télévision.

## Adaptation à la télévision
L'adaptation de cette série de romans de Robert Merle a donné naissance à une série télévisée française en 6 épisodes de 52 minutes, créée par Christopher Thompson, diffusée à partir du 16 septembre 2024 sur France 2. La première image à l'écran est celle d'une exécution sur une place de village, où deux protestants sont visés par un simulacre de procès.
Les castings ont débuté en 2023. En décembre 2023, la presse régionale signalait le « plus gros tournage de l’année en Dordogne ». La série a recruté 800 figurants, en particulier pour la scène d’ouverture au château de Biron. Le tournage a lieu de février à juin 2023 dans le Périgord. Il s'est déroulé dans les châteaux de Beynac, de Biron, des Bories, de Commarque, de Fénelon et de Marzac.